# Endasys aurantifex
Endasys aurantifex là một loài tò vò trong họ Ichneumonidae.